# Horace (Kansas)
Horace è un comune degli Stati Uniti d'America, situato nello Stato del Kansas, nella contea di Greeley.